# Cơ thể R

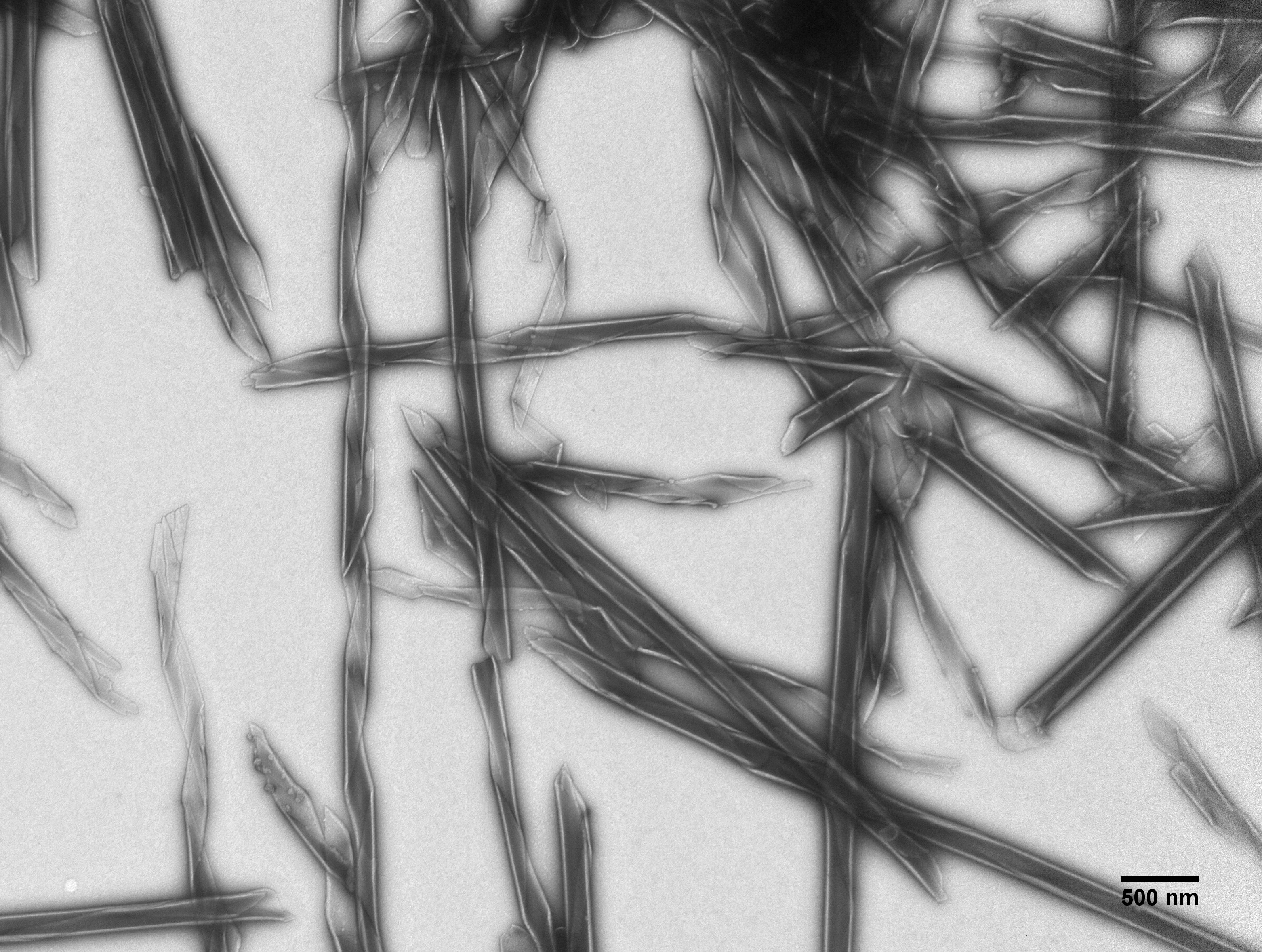
Kính hiển vị điện tử của Jessica Polka thuộc loại 51 R tinh khiết được nhuộm màu ở trạng thái mở rộng (pH thấp)

Cơ thể R (từ cơ thể khúc xạ, cũng là  cơ thể-R) là các  polymer protein thể vùi được hình thành bên trong tế bào chất của vi khuẩn. Ban đầu được phát hiện trong các hạt kappa, các loài sinh vật sống trong cơ thể hoặc các tế bào của một sinh vật khác như vi khuẩn Paramecium, cơ thể R (và gen mã hóa chúng) đã được phát hiện trong nhiều cách phân loại.

## Hình thái, lắp ráp và mở rộng
Ở môi trường pH trung tính, cơ thể R loại 51 giống như một cuộn ruy băng khoảng 500 nm đường kính và khoảng 400   độ sâu. Được mã hóa bởi một operon duy nhất chứa bốn khung đọc mở, cơ thể R được hình thành từ hai protein cấu trúc nhỏ là RebA và RebB. Một protein thứ ba, RebC, được yêu cầu để lắp ráp cộng hóa trị của hai protein cấu trúc này thành các sản phẩm có trọng lượng phân tử cao hơn, được hình dung như một cái thang trên một gel SDS-PAGE.
Ở môi trườngpH thấp, cơ thể R loại 51 trải qua quá trình sắp xếp lại cấu trúc mạnh mẽ. Giống như một chiếc yo-yo giấy, dải ruy băng kéo dài (từ giữa) tạo thành ống rỗng với đầu nhọn có thể đạt tới chiều dài 20μm.
Các loại cơ thể R khác đến từ các loài vi khuẩn khác nhau khác nhau về kích thước, hình thái ruy băng và các yếu tố kích hoạt để mở rộng.

## Chức năng
Khi các hạt kappa rơi ra từ một con trùng đế giày sát thủ khi được ăn vào, các cơ thể R sẽ mở rộng trong không bào thức ăn có tính axit của trùng đế giày săn mồi, làm xáo trộn và vỡ màng. Điều này giải phóng các vật liệu bên trong của không bào thực phẩm vào tế bào chất của trùng đế giày. Trong khi cho các hạt kappa chạy vào trùng đế giày nhạy cảm dẫn đến cái chết của trùng đế giày, việc cho ăn các cơ thể R tinh khiết hoặc cơ thể R được biểu hiện tái tổ hợp trong E. coli là không độc hại. Do đó, cơ thể R được cho là hoạt động như một hệ thống phân phối độc tố.
Các cơ thể R cũng có khả năng phá vỡ các hình cầu E. coli, chứng tỏ rằng chúng có thể phá vỡ màng trong bối cảnh bên ngoài, và chúng có thể được thiết kế để mở rộng ở nhiều mức độ pH khác nhau.